# Noctua immaculata
Noctua immaculata är en fjärilsart som beskrevs av Hackray 1945. Noctua immaculata ingår i släktet Noctua och familjen nattflyn. Inga underarter finns listade i Catalogue of Life.